# Krassóhodos
Krassóhodos románul: Hodoș, falu Romániában, a Bánságban, Temes megyében.

## Fekvése
Lugostól délnyugatra fekvő település.

## Története
A trianoni békeszerződés előtt Krassó-Szörény vármegye Lugosi járásához tartozott. 1880-ban 608 lakosából 582 román és 4 magyar lakosa volt. 1910-ben 680 lakosából 7 magyar, 21 német és 652 román volt. Ebből 27 római katolikus, 648 pedig görögkeleti ortodox volt. 1992-ben 396 lakosából 395 román és 1 magyar volt.